# 岡田正平 (政治家)
岡田 正平（おかだ しょうへい、1878年10月19日 - 1959年2月3日）は、日本の政治家。新潟県知事を務めた。

## 生涯
新潟県中魚沼郡中条村（現十日町市）出身。衆議院議員・岡田龍松の二男として生まれる。東京専門学校（現早稲田大学）で学んだ。
帰郷後、中条村長や中魚沼郡教育会長、新潟県会議員を歴任し、県の農会会長を務める。その傍ら、魚沼鉄道や魚沼水力電気の創設にも携わった。
1947年に新潟県知事選挙に出馬し、玉井潤次との決選投票の末に当選。
同年10月に行われた昭和天皇の戦後巡幸では、随行役を務めた。
県政では、従来から提唱していた農工併進を進め、特に只見特定地域総合開発計画に基づく只見川の電源開発事業に尽力し新潟平野に只見川の水を分水する「只見川分流案」を提唱。大竹作摩福島県知事との間で論戦を繰り広げながらも信濃川水系黒又川への分流を実現した。また、三面川の開発にも取り組んだ。1951年の選挙でも自由党の推薦を得て2選を果たしたが、1955年の選挙で北村一男に敗れて引退。
狭心症のため1959年2月3日に80歳で逝去。奥只見ダムに銅像が建立されている。

## 親族
- 弟 岡田紅陽（写真家）